# Curragh

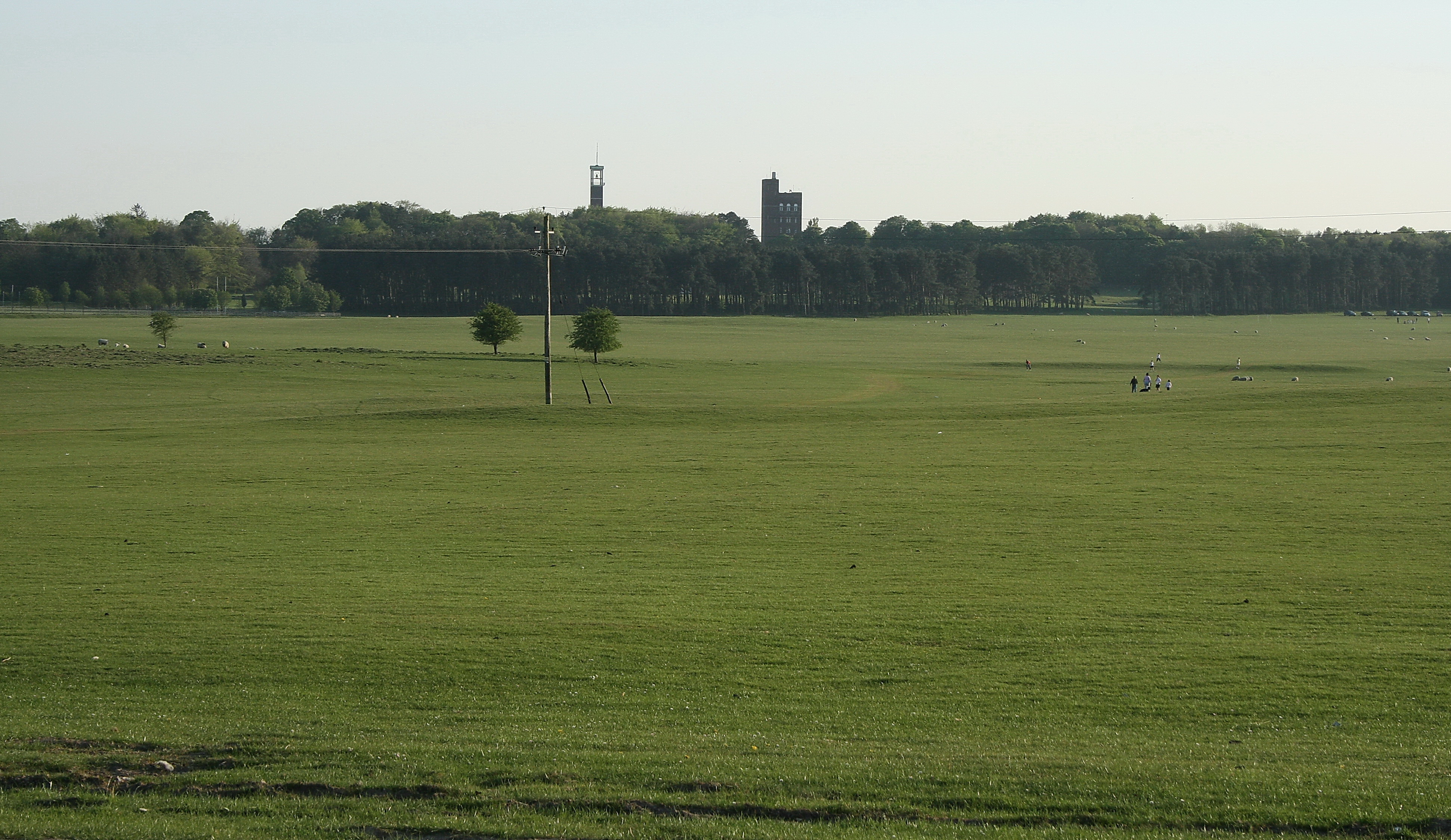
El camp Curragh

Curragh (gaèlic irlandès An Currach, [ənˠ ˈkʊɾˠəx]) és una planura oberta de gairebé 5.000 acres (20 km²) de terra comunal del comtat de Kildare, Irlanda, entre Newbridge i Kildare. Aquesta zona és molt coneguda per la cria i formació de cavalls. L'Irish National Stud es troba a la vora de la ciutat de Kildare, al costat del famós Jardí Japonès. També s'hi troba Pollardstown Fen, la major torbera d'Irlanda.
Aquesta zona és de particular interès per als botànics i ecòlegs a causa de les nombroses espècies d'aus que hi nien i el visiten. També hi creixen moltes plantes rares.
Està format per un sòl sorrós format per un esker que diposità una càrrega de sorra i, com a conseqüència, té excel·lents característiques de drenatge. Això fa que sigui un lloc popular per a l'entrenament de cavalls de carreres.

## Història
Usat com a lloc de reunió en les societats pre-cristianes, el Curragh està embolicat en boira de mitologia. El turó al nord del Curragh es diu Turó d'Allen (Almhain) i és el lloc de reunió del mítics Fianna. La llegenda diu que aproximadament el 480 dC, quan Brígida d'Irlanda tenia la intenció de fundar un monestir a la ciutat de Kildare, va preguntar al Gran Rei de Leinster per la terra sobre on l'havia desconstruït. El rei es va burlar de la seva petició i li va concedir tanta terra com cobrís la seva capa. Aleshores Sta Brígida col·locà la capa a terra i va cobrir tota la planura de Curragh.
L'1 d'abril 1234, Richard Marshal, 3r comte de Pembroke va perdre una batalla al Curragh contra un grup d'homes lleials al rei Enric III d'Anglaterra. Marshal va ser ferit a la batalla, i va morir al seu castell de Kilkenny el 16 d'abril.

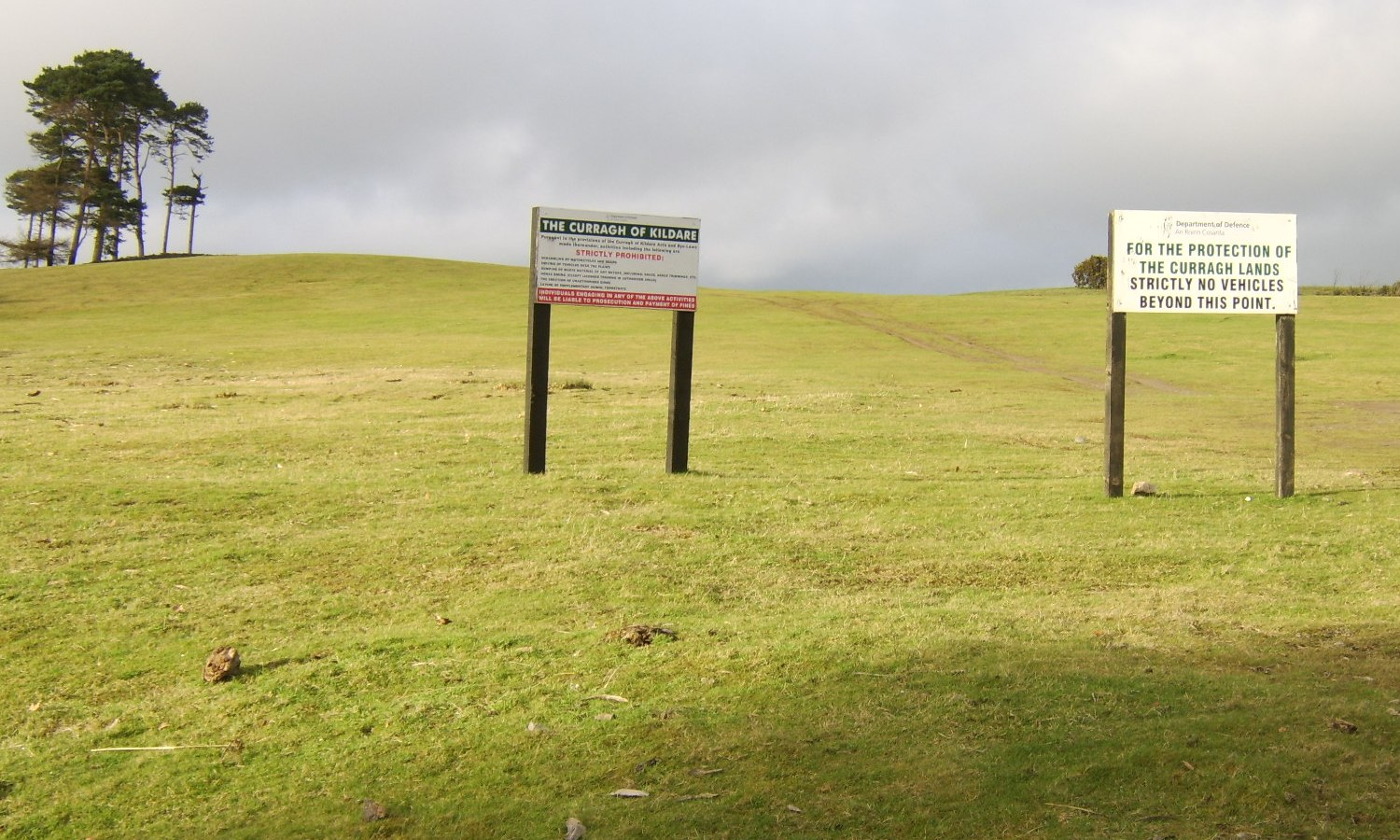
Senyals d'avís al Curragh

Era un lloc comú per a reunir els exèrcits de la Palissada (vegeu Essex a Irlanda). Durant la rebel·lió irlandesa de 1798 hi va haver una massacre al Curragh a massacre de Gibbet Rath. En aquell lloc ara hi està situat el camp de Curragh, on hi fan instrucció les Forces de Defensa Irlandeses.
En un amfiteatre en forma de bol natural al Curragh conegut localment com a Donnelly's Hollow el campió de boxa irlandès Dan Donnelly va derrotar el campió anglès George Cooper en 1815, davant d'una gran multitud. Donnelly es va fer famós i les restes del seu braç s'exhibien fins fa poc al pub Hideout de la propera ciutat de Kilcullen.
En 1866 fou nomenada una comissió pel Tresor britànic per tal d'informar sobre la utilització del Curragh i fer recomanacions sobre legislació En 1868 es va fer l'informe que determinà la Curragh of Kildare Act, 1868.
El 2 de gener de 1941 el Curragh fou bombardejat per la Luftwaffe, la força aèria del Tercer Reich, causant petit danys.

## Esport

### Curses de cavalls
La cursa del Curragh és la cursa de cavalls d'hipòdrom d'Irlanda. És la seu de les cinc carreres clàssiques del calendari de curses: l'Irish Derby Stakes, l'Irish Oaks, les 1.000 Guinees Irlandeses, les 2.000 Guinees Irlandeses, i el St Leger. Aquestes carreres se celebren cada any, durant les quals el tren Iarnrod Éireann fa una aturada estacional prop de la pista.

### El naixement de les curses de motor

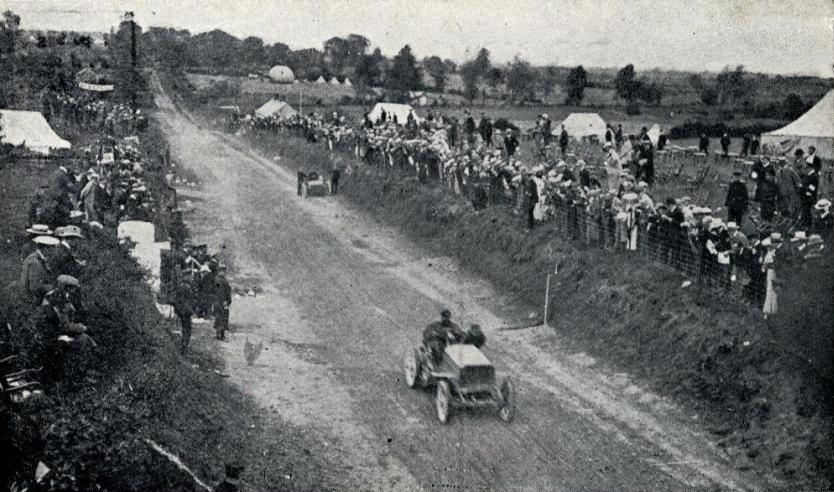
Trofeu Gordon Bennett de 1903. René de Knyff, conduint el seu Panhard al segon lloc, passa Alexander Winton reparant el Bullet Winton 2 a la primera volta.

El dijous 2 de juliol de 1903 es va córrer al Currahg la Copa Gordon Bennett. Va ser la primera cursa automobilística internacional que se celebrarà al Regne Unit, en honor de Selwyn Edge que havia guanyat la cursa de 1902 a París conduint un Napier. L'Automòbil Club de Gran Bretanya i Irlanda volia que la cursa se celebrés al Regne Unit, i el seu secretari, Claude Johnson, va suggerir Irlanda com a seu, perquè les carreres eren il·legals a les vies públiques britàniques. L'editor del Dublin Motor News, Richard Mecredy, va suggerir una àrea al Comtat de Kildare, i es van enviar cartes a 102 diputats irlandesos, 90 pars irlandesos, 300 diaris, 34 presidents dels comtats i des consells locals, 34 secretaris del Comtat, 26 alcaldes, 41 companyies ferroviàries, 460 hotelers, a més de la bisbe de Kildare i Leighlin, Patrick Foley, qui es va pronunciar a favor. Les lleis locals van haver de ser ajustades, i el 27 de març de 1903 s'aprovà la Light Locomotives (Ireland) Bill. Kildare i altres consells locals van cridar l'atenció sobre les seves àrees, mentre que el Comtat de la Reina declarà que se li donaria totes les facilitats i durant la carrera es posaria a disposició dels automobilistes totes les carreteres. Finalment fou escollida Kildare, en part a causa que la rectitud dels traçat dels camins que eren més segurs. Com a deferència a Irlanda l'equip britànic va optar per córrer amb el color verd trèvol verd que d'aquesta manera es va fer conegut com a British Racing Green, encara que el Napier guanyador de 1902 s'havia pintat de verd oliva.
El recorregut constava de dos bucles que formaven una figura de vuit, el primer era un bucle de 52 quilòmetres que inclou Kilcullen, el Curragh, Kildare, Monasterevin, Stradbally, Athy, seguit per un bucle de 40 milles a través de Castledermot, Carlow, i novament Athy. La carrera va començar a la cruïlla de Ballyshannon (53° 05′ 07″ N, 6° 49′ 12″ O / 53.0853°N,6.82°O), prop de Calverstown a la contemporània carretera N78 cap al nord, i després va seguir la carretera N9 al nord, la carretera N7 a l'oest, la N80 al sud, la N78 de nou al nord, la N9 al sud, la N80 al nord i la N78 de nou al nord. Els competidors van començar cada set minuts i hagueren de seguir les bicicletes a través de les "zones de control" a cada ciutat. La carretera de 528 kilòmetres va ser guanyada pel belga Camille Jenatzy, conduint un Mercedes de colors alemanys.